# 咸安郡 (唐朝)
咸安郡是唐朝时设置的一個郡。
天寶元年（742年）改蓬州為咸安郡。至德二載（757年）改為蓬山郡。乾元元年（758年）復為蓬州。領縣七：安固縣（良山縣，今四川省营山县三元乡）、大寅縣（今四川省蓬安县茶亭乡池坝古城）、伏虞縣（今四川省蓬安县义路镇李家坝古城）、儀隴縣（今四川省仪陇县金城镇）、宕渠縣（今四川省营山县双林乡）、咸安縣、大竹縣（今四川省渠县月光乡）。
唐朝咸安郡太守
- 柳郑卿（天宝年间）